# Капцегайтуй
Капцегайту́й (рос. Капцегайтуй) — село у складі Краснокаменського району Забайкальського краю, Росія. Адміністративний центр та єдиний населений пункт Капцегайтуйського сільського поселення.

## Населення
Населення — 467 осіб (2010; 800 у 2002).
Національний склад (станом на 2002 рік):
- росіяни — 96 %